# Bohdan Shust
Bohdan Romanovych Shust - em ucraniano, Богдан Романович Шуст (Sudova Vyshnia, 4 de março de 1986) - é um futebolista ucraniano que jogou na posição de guarda-redes.
O seu nome também se escrevia Богдан Романович Шуст, mas com a pronúncia russificada para Bogdan Romanovich Shust.

## Títulos
Shakhtar Donetsk
- Campeonato Ucraniano: 2004-05, 2005-06, 2007-08
- Copa da Ucrânia: 2007-2008
- Supercopa da Ucrânia: 2008
- Liga Europa: 2008–09